# Mus goundae
Mus goundae är en däggdjursart som beskrevs av François Petter och Genest 1970. Mus goundae ingår i släktet Mus och familjen råttdjur. IUCN kategoriserar arten globalt som otillräckligt studerad. Inga underarter finns listade i Catalogue of Life.
Arten är bara känd från ett mindre område i Centralafrikanska republiken som ligger nära en flod. Landskapet var savann intill en regnskog.
Två exemplar hade en kroppslängd (huvud och bål) av 6,0 respektive 6,2 cm samt en svanslängd av3,1 respektive 3,7 cm. Viktuppgifter saknas. Bakfötterna är cirka 1,3 cm långa och öronen är ungefär 1,3 cm stora. Pälsen på ryggens topp är ockra och den blir fram mot sidorna orangebrun. Det förekommer en tydlig gräns mot den vita undersidan samt vita fläckar bakom de svartaktiga öronen. Honor har två par spenar vid bröstet och två par vid ljumsken.
Inget är känt angående levnadssättet.